# Leonardo Novo
Leonardo Novo, vollständiger Name Leonardo Ruben Novo Pérez, (* 13. Oktober 1990 oder 17. Januar 1988 in Montevideo) ist ein uruguayischer Fußballspieler.

## Karriere
Der je nach Quellenlage 1,71 Meter oder 1,76 Meter große Offensivakteur Novo stand zu Beginn seiner Karriere mindestens von Mitte 2008 bis Anfang August 2010 in Reihen der Reservemannschaft (Formativas) von Nacional Montevideo. Anschließend wurde er bis Ende Juni 2011 an El Tanque Sisley ausgeliehen. In der Spielzeit 2010/11 absolvierte er dort 18 Spiele in der Primera División und schoss ein Tor. Ende August 2011 wechselte er zu Real Valladolids B-Mannschaft und verblieb bei den Spaniern bis Saisonende 2011/12. Im August 2014 nahm ihn der uruguayische Amateurklub Albion Football Club unter Vertrag. Ende Januar 2015 schloss sich Novo dem Zweitligisten Miramar Misiones an. Bei den Montevideanern kam er in der Clausura 2015 in vier Zweitligaspielen zum Einsatz. In der Apertura der Spielzeit 2015/16 bestritt er sechs weitere Begegnungen in der Segunda División und traf wie bereits in der vorhergehenden Halbserie einmal in gegnerische Tor. Ende Januar 2016 verpflichtete ihn der Club Atlético Progreso. Dort traf Novo in der Clausura 2016 einmal bei acht Zweitligaeinsätzen und lief in der Saison 2016 ebenfalls achtmal (kein Tor) in der zweithöchsten uruguayischen Spielklasse auf.